# Give 'Em the Boot VI
Give 'Em the Boot VI è la settima pubblicazione della serie di compilation Give 'Em the Boot.

## Tracce
1. Endrina - Rancid - 1:15
2. Freaks In Uniforms - HorrorPops - 2:44
3. Reggae Hit L.A - The Aggrolites - 3:06
4. Corruption - Static Thought - 2:57
5. Soon It Will Be - Time Again - 2:48
6. Talking Bombs - The Unseen - 2:36
7. Please Forgive Me - Westbound Train - 3:55
8. Rider - The Slackers - 4:02
9. You Ougtta Know By Now - The Heart Attacks - 2:28
10. Here We Go Again - Operation Ivy - 2:05
11. Get The Fuck Out Of My Way - Orange - 3:20
12. Born, Raised, Passed Away - Los Difuntos - 4:44
13. Inner City Violence - Tim Armstrong - 3:49
14. Who's On Your Side - Society's Parasites - 2:00
15. Voodoo Shop Hop - Nekromantix - 3:31
16. City to City - Left Alone - 3:14
17. Citizen C.I.A - Dropkick Murphys - 1:28
18. Afterworld - Tiger Army - 3:15